# Tithonius Lacus
Tithonius Lacus  è una caratteristica di albedo della superficie di Marte.